# 前田利常
前田 利常（まえだ としつね）は、江戸時代初期の武将・大名。加賀藩の第2代藩主。加賀前田家3代。

## 生涯

### 幼少期から家督相続まで
文禄2年（1594年）、加賀藩祖・前田利家の庶子（四男）として誕生した。母は側室東丸殿（寿福院）。利家56歳の時の子である。利家が豊臣秀吉の文禄の役で肥前名護屋城に在陣していた時、下級武士の娘であった東丸殿は侍女として特派されたが、その際に利家の手がついて生まれたのが利常である。幼少の頃は越中守山城代の前田長種のもとで育てられる（長種の妻は長姉の幸姫）。父・利家に初めて会ったのは、父の死の前年の慶長3年（1598年）に守山城を訪ねた折りのことで、利家は幼少の利常を気に入り、大小2刀を授けた。
慶長5年（1600年）9月、関ヶ原の戦い直前の浅井畷の戦いののち、西軍敗北のため東軍に講和を望んだ小松城の丹羽長重の人質となった。この人質として小松城内に抑留されていた際、長重が利常に自ら梨を剥き与えたことがあり、利常は晩年まで梨を食べるたびにこの思い出を話した、という逸話が残っている。同年、跡継ぎのいなかった長兄・利長の養子となり、諱を利光（としみつ）とし、徳川秀忠の娘・珠姫を妻に迎えた（この時珠姫はわずか3歳だった）徳川将軍家の娘を娶ったことは、利常にとってもその後の前田家にとっても非常に重要な意味を持つことになる。
慶長10年（1605年）6月、利長は隠居し、利常が家督を継いで第2代藩主となる。4月8日、松平の名字と源の本姓を与えられる。しかし利常は父以来の菅原姓にこだわり固守したと伝えられている。同年、幕府は利常（当時は利光）宛「領知判物」にて119万2760石を前田家の朱印高とした。

### 藩主時代
利常は同母の兄弟がおらず、全て異母兄弟であった。このためすぐ上の兄である知好、末弟の利貞らと協調することができなかったり、利家の正室である義母芳春院（まつ）と生母寿福院が前田直之（次兄・利政の子で芳春院の孫）の処遇をめぐって対立するなど内憂に苦しめられた。
慶長19年（1614年）、大坂冬の陣では徳川方として参戦した。10月12日に利常は江戸から金沢へ到着し、同月14日に大坂を目指して出陣するが、この際に士気高揚のため門出に際して「軍神への生贄」として不届きな御馬取りが殺害されたと伝わる。11月17日、利常は住吉で家康に謁見し、阿倍野に陣を布いた。前田軍の規模は徳川方の中でも最大の動員兵力で、2万以上はいたといわれる。前田軍は大坂方の真田信繁軍と対峙した（真田丸の戦い）。家康は大坂城を包囲して心理的圧力を加える腹積もりだったため、家康は利常に攻撃命令を下さなかったが、家康と姻戚関係にある利常は功に焦り、12月4日丑刻（午前2時頃）に軍令に反して独断で真田丸に攻撃をかけ、井伊直孝や松平忠直らの軍勢と共に多数の死傷者を出して敗北した。
慶長20年（1615年）の大坂夏の陣では、5月6日に家康から岡山口（四條畷市）の先鋒を命じられ、前田軍の後方には利常の舅で将軍である秀忠の軍勢が置かれた。5月7日正午、前田軍1万5000人は大坂方の大野治房軍4000人と戦い、苦戦しながらも勝利した。この時、前田軍は松平忠直軍に次いで3200の首級をあげ、『大坂両陣日記』では直参・家中213人が敵を討ち取り、首級は258、雑兵を含む首級の数は3000余とある。前田軍の名のある戦死者は冬の陣では6名、夏の陣では34名であった（『大坂両度御出馬雑録』では41名とある）。なお、大坂夏の陣に際しては、城方が巻き返した折、前田軍中から城方に味方するようにとの声が起こったが取り合わなかったという逸話が伝わる。
大坂の陣の終了後の5月13日、家康から与えられた感状では「阿波・讃岐・伊予・土佐の四国」を恩賞として与えると提示されたが、利常は固辞してそれまでの加賀（白山麓18村は幕府領）・能登・越中の3か国の安堵を望んで認められた（『国初遺文』）。固辞した理由は転封を危険視したとも、経済的な理由（越中七金山と呼ばれた鉱山経営が軌道に乗り始めた）とも推測されている。
元和2年（1616年）4月、家康が死の床に就いた際、枕元に来た利常に対して「お点前を殺すようにたびたび将軍（秀忠）に申し出たが、将軍はこれに同意せず、何らの手も打たなかった。それゆえ我らに対する恩義は少しも感じなくてよいが、将軍の厚恩を肝に銘じよ」と述べたという（『懐恵夜話』）。
寛永3年（1626年）、従三位権中納言に叙され加賀中納言とよばれるようになる。
寛永6年（1629年）、諱を利光から利常と改める。元和9年（1623年）には秀忠の嫡男で利常の義弟でもある徳川家光が将軍となっており、その偏諱でもある「光」は家光から与えられたわけではないため避けたものと思われる。代わりに、嫡男の利高がその字を家光から与えられて光高と改名している。
寛永8年（1631年）、大御所・秀忠の病中に金沢城を補修したり、家臣の子弟で優秀な者を選んで小姓にしたり、大坂の役の際に勲功があったとして追賞したり、他国より船舶を盛んに購入したりした。このため、秀忠の病中に乗じて利常に対する謀反の嫌疑をかけられるも（「寛永の危機」）、自ら光高とともに江戸に下り、家老の横山長知の子の康玄の奔走もあって懸命に弁明した結果、からくも疑いを解くことができた。
その後、光高の正室に家光の養女大姫（水戸藩主徳川頼房の娘）を迎えている。寛永16年（1639年）6月20日に家督を光高に譲るとともに、次男の前田利次に富山藩10万石を、三男の前田利治に大聖寺藩7万石を分封し、22万5,000石を自らの養老領として小松に隠居した。この隠居の際、家光は制止したが利常は聞かずに隠居届を出して隠居したという。支藩の創設と近江の飛び地により、加賀藩は公称高102万5千石（5代綱紀宛の朱印状）となる。

### 復帰と綱紀の補佐
寛永19年（1642年）、四女の富姫が八条宮智忠親王妃となり、幕府に批判的な後水尾院とも深く親交した。ちなみに院の中宮・徳川和子は珠姫の妹に当たるため、利常と院は義兄弟（相婿）関係にあった。磯田道史の解説によれば、もともと信長、秀吉、利家と連なる美意識には金をめでる金箔の文化があるという。それに加えて八条宮別業（桂離宮）の造営に尽力し京風文化の移入にも努め、織豊期、安土桃山の再興という意味で「加賀ルネサンス」と呼ばれる華麗な金沢文化を開花させた。
正保2年（1645年）4月、光高が急死し、跡を継いだ綱紀が3歳とまだ幼かったことにより、6月に将軍・家光からの命令で綱紀の後見人として藩政を補佐した。利常は治世の間、常に徳川将軍家の強い警戒に晒されながらも巧みにかわして、120万石に及ぶ家領を保った。内政において優れた治績を上げ、治水や農政事業（十村制、改作法）などを行い、「政治は一加賀、二土佐」と讃えられるほどの盤石の態勢を築いた。また御細工所を設立するなど、美術・工芸・芸能などの産業や文化を積極的に保護・奨励した。
一方で、綱紀の養育のために戦国時代の生き残りを綱紀の近くに侍らせて、尚武の気風を吹き込んだ。また、綱紀の正室には将軍・家光の信頼厚い庶弟で幕府の重鎮であった保科正之の娘・摩須姫を迎えるなど、徳川家との関係改善に努めた。
万治元年（1658年）10月12日に死去した。享年66。
法名は微妙院殿一峯克巌大居士。墓所は石川県金沢市野田町の野田山墓地。なお、死後にはその戒名から微妙公と呼ばれる場合もある。

## 官職および位階等の履歴
※ 日付 ＝ 旧暦（1909年（明治42年）を除く）
- 慶長6年（1601年）5月11日 - 元服し、利光と名乗る。従四位下・侍従兼筑前守に叙任。
- 慶長10年（1605年）4月8日　- 松平の苗字を与えられる。
- 慶長10年（1605年）6月28日 - 藩主となる。
- 慶長19年（1614年）9月 - 右近衛権少将に転任。筑前守如元。
- 元和元年（1615年）閏6月19日 - 参議補任。月日不詳にて参議辞職。
- 寛永3年（1626年）8月19日 - 従三位・権中納言に昇叙転任。
- 寛永6年（1629年）4月13日 - 肥前守に遷任。
- 寛永16年（1639年）6月20日 - 隠居。
- 1909年（明治42）9月11日 - 贈・従二位。

## 人物・逸話

### 人物像
- 父・利家の特長を受け継いだ立派な体格の持ち主であり、その点が数多くいる利家の子供たちから利長の後継に選ばれる決め手となったという。徳川家康の遺言などから、家康は利常にかつてのライバルだった利家を見出して警戒していたとされ[16]、幕府からは「底の知れぬ人」と警戒されていたとされる[17]。
- 金工師の後藤顕乗（下後藤）や後藤覚乗（上後藤）、蒔絵師の五十嵐道甫や清水九兵衛など、京都や江戸から優れた一流の名工たちを高禄で召し抱え、藩内の美術工芸の振興に努めた。また、隠居後にも千利休のひ孫の仙叟宗室を茶頭として迎え、加賀における裏千家の茶道の定着の由来ともなっている。

### かぶき者として
- 幕府の警戒をかわすためうつけを装っていたとも、「かぶき者」の気質とも言われるが、人を食ったような奇行の逸話が多い。もっとも、父・利家や従兄弟の利益のように、前田家は養子縁組で血のつながりがない者を含め、かぶき者のエピソードに事欠かない家柄でもある。
  - 幕府からの警戒を避けるために、故意に鼻毛を伸ばして暗愚を装ったという[11]。家臣が見かねて手鏡を差し出すと「これは加州・能州・越中の三国を守り、お前たちを安泰に暮らさせるための鼻毛じゃぞ」と言ったと伝わる（井原西鶴『日本永代蔵』、原谷一郎『百万石物語』）[12]。
  - 病で江戸城出仕をしばらく休んだ後、酒井忠勝に皮肉を言われ、「疝気でここが痛くてかなわぬ故」と満座の殿中で陰嚢を晒して弁解した。
  - 江戸城中に「小便禁止。違反者には黄金一枚の罰金」との札が立てられると、ことさらにその立て札に向かって立ち小便をし、「大名が黄金惜しさに小便を我慢するものか」と言い放った。
  - 江戸で将軍から「御前能」の接待を受けた。殿中で頭巾をかぶることは御法度とされていたが、徳川御三家の尾張家に江戸城中で頭巾をかぶることが許されるため、利常も頭巾をかぶって登城した。そこで目付が小坊主に何度も注意させたが利常は脱ごうとしなかった。そこで目付は老中の松平信綱に言上したが「殿中頭巾が御法度なのは肥前（利常）殿のようなご老体のことではない。お上のご趣旨を間違えるな。それも分からぬとは不届き千万。重ねて申すでない」と叱った。次に目付は酒井忠勝に言上したが「心の狭いことを申すな。あのような真似のできる気骨ある大名が今の世に他にいるか。そのままにしておけ」と言ったという（原谷一郎の『百万石物語』）。
  - 江戸城内では下馬の制札があり、その場所では下馬することが決められていた。しかし利常は、その制札を無視して平気で通り、警護をしていた大身旗本の久世三四郎を押しのけたりした。それからしばらくして、徳川家綱が11歳で将軍になり、政情が不安になると、松平信綱は「公方様は未だご幼少でござる。しかし肥前殿の老体を労わられて玄関先まで乗物を使っても良いとの仰せです」と述べた。これは利常が孫に近い家綱に気を遣わせているようなものであり、「口上かたじけない。本日より制札ある所で下馬いたします」と述べたという（原谷一郎『百万石物語』）。
  - 御用装剣金工師・金銀財政面の御用達・加賀藩風聞報告役の250石取りの家臣であった後藤覚乗（勘兵衛）の邸宅（擁翠園）に、小堀遠州に依頼して池泉庭園・上段のある書院・「擁翠亭」という小間茶室を建て、2度御成をした。覚乗は利常が亡くなったとき、秘密書類を全て焼却したという（『微妙公夜話』）。

### その他
- 大坂の役の後、利常は加賀に報恩寺を建てた。家臣の菩提を弔うためで、遺族たちと参内して涙を流し「見る人聞く人、此殿の為に死せし事、露塵計りも押しからじとて、一同に哭し泣けるとぞ」と賞賛されている（『常山紀談』）。
- 子の光高が金沢城内に東照宮を建てた際、酒井忠勝に対して利常は表面的に謝した。しかし、光高に対して「筑前（光高）は若気の至りでいらざることをする」と不快を述べた。そして「もし天下が改まり徳川の権力が衰えたらどこへ遷宮するつもりか」と諭したと伝わる（『拾纂名言記』・『微妙陽広両公遺事』）[18]。
- 正室の珠姫が亡くなると、その原因を作ったとされる珠姫の侍女を蛇責めにして殺したという。
- 死去した際に殉死した家臣は品川左門、古市左近、堀作兵衛、原三郎左衛門、竹田市三郎[19]であり、野田山の同じ場所に墓がある。

## 系譜
- 父：前田利家（1539年 - 1599年）
- 母：寿福院（1570年 - 1631年） - 上木新兵衛の三女
- 養父：前田利長（1562年 - 1614年）
- 正室：珠姫（徳川秀忠の次女、天徳院）
  - 長女：亀鶴姫（慶長18年（1613年） - 寛永7年（1630年）） - 津山藩世子森忠広室
  - 長男：光高（元和元年（1616年） - 正保2年（1645年）） - 加賀藩3代藩主
  - 次女：小媛（元和2年（1616年） - 元和3年（1617年））
  - 次男：利次（元和3年（1617年） - 延宝2年（1674年）） - 富山藩初代藩主
  - 三男：利治（元和4年（1618年） - 万治3年（1660年）） - 大聖寺藩初代藩主
  - 三女：満姫（元和5年（1620年） - 元禄13年（1700年）） - 広島藩主浅野光晟室
  - 四女：富姫（昌子）（元和7年（1621年） - 寛文2年（1662年）） - 八条宮智忠親王妃
  - 五女：夏姫（元和8年（1622年） - 元和9年（1623年））
- 側室：古和（家臣鈴木権佐の娘のち家臣本保加右エ門に嫁す）
  - 六女：春姫（寛永8年（1631年） - 慶安3年（1650年）） - 家臣本多政長室
- 側室：栗（家臣長連龍の娘、南嶺院）
  - 五男：利明（寛永14年（1638年） - 元禄5年（1692年）） - 大聖寺藩2代藩主
- 側室：五条局（仏光寺18代経海僧正の娘のち家臣生駒重信に嫁す、霊梅院）
  - 七女：松姫（正保5年/慶安元年（1648年） - 寛文6年（1666年）） - 桑名藩主松平定重室
  - 八女：龍姫（慶安3年（1650年） - 承応3年（1654年））
- 側室：京極方（大納言園基音の娘のち冷泉為清室、菅寿院）
  - 七男：鶴丸（正保5年/慶安元年（1648年） - 慶安4年（1651年））
- 側室：福正院（江戸医師寺尾由保の娘）
  - 九女：久万（慶安5年/承応元年（1652年） - 正徳5年（1715年）） - 会津藩主保科正経室